# Johann Rudolf Wolf
Pour les articles homonymes, voir Wolf.
Johann Rudolph Wolf (né le 7 juillet 1816 et mort le 6 décembre 1893) est un astronome suisse qui étudia le Soleil.

## Biographie
Il étudie à l'université de Zurich et à l'ETH Zurich.
En 1848, Rudolph Wolf établit une méthode d'estimation quotidienne de l'activité solaire en comptant le nombre de taches solaires isolées, et le nombre de groupes de taches à la surface du soleil. Wolf choisit alors de calculer le nombre solaire (Sunspot Number) en additionnant dix fois le nombre de groupes de taches au nombre de taches prises individuellement, car aucune des deux quantités ne reflétait exactement le niveau d'activité.
De nos jours, le calcul de ce nombre solaire continue, car aucune autre indication n'existe depuis cette période de façon aussi fiable.
Historien astronome et expert incontesté des phénomènes solaires, Wolf confirma l'existence d'un cycle dans les nombres solaires. Il a également déterminé avec précision que la durée de ce cycle était en moyenne de 11,2 années en utilisant d'anciennes données archivées.
Wolf, qui devint directeur de l'observatoire de Zurich, découvrit également la corrélation entre le cycle solaire et les perturbations du champ magnétique terrestre.